# Skadarlija
A Skadarlija ou Rua Skadarska é o antigo canto boêmio de Belgrado, capital da Sérvia. Tornou-se famoso ao final do século XIX, quando suas kafanas (restaurantes sérvios típicos) passaram a ser frequentados por personalidades notórias da vida cultural da cidade. Muitos dos artistas sérvios moravam na rua Skadarska, como o escritor e pintor sérvio Đura Jakšić, cuja casa atualmente é um museu aberto à visitação pública. Hoje, o local é conhecido pela excelente gastronomia e música ao vivo, com mais de uma dezena de kafanas e bares que atendem à clientela em mesas dispostas na rua. Também há  lojas de souvenires e antiquários.
O nome é um derivativo de Skadar, o nome servo-croata do Lago Escútare.